# Lista de consoles de jogos eletrônicos da Nintendo

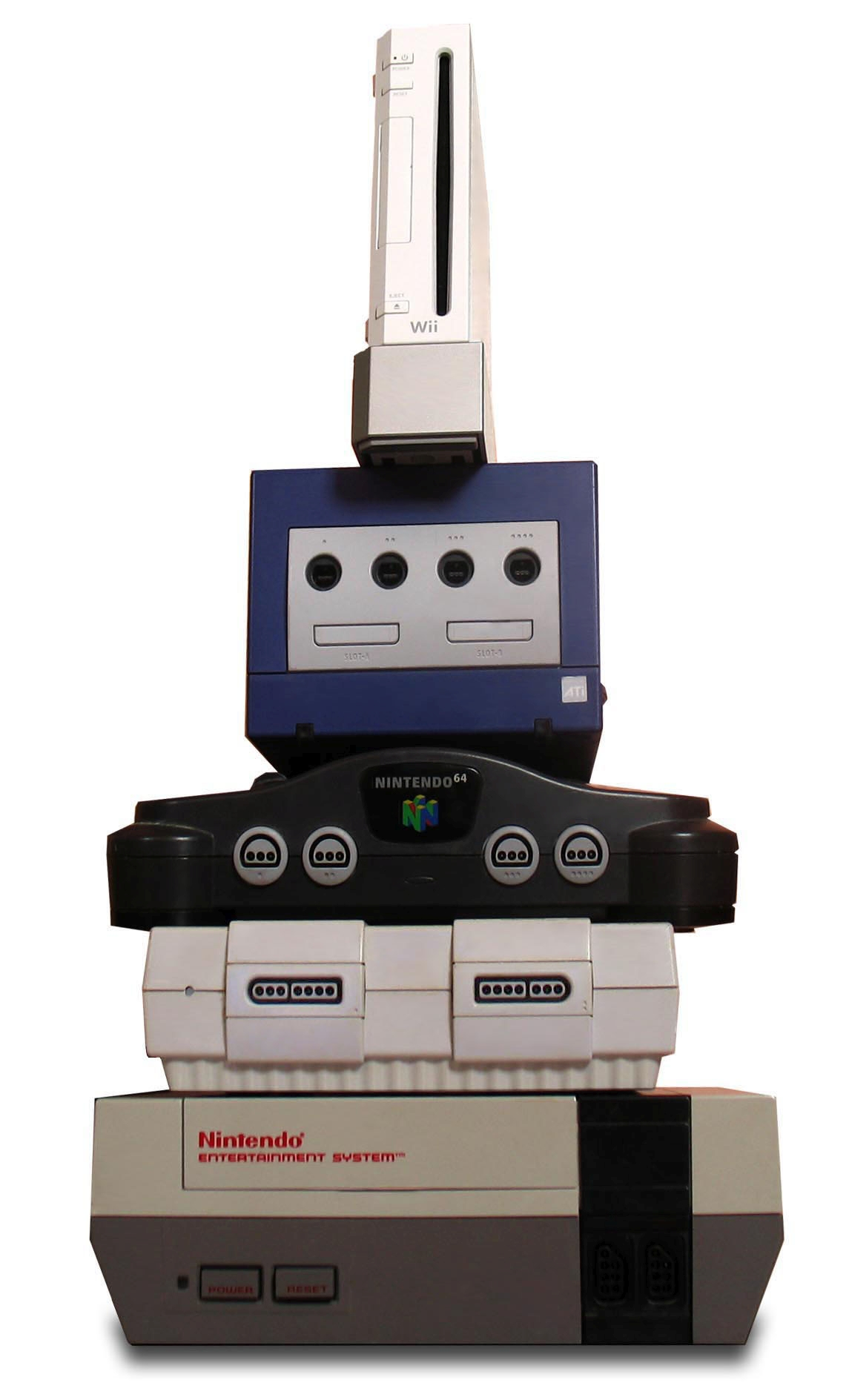
Os consoles de videogames domésticos da Nintendo (1983-2006).

Esta é uma lista de consoles de videogame criadas pela Nintendo.

## Consoles de mesa

### Color TV Game

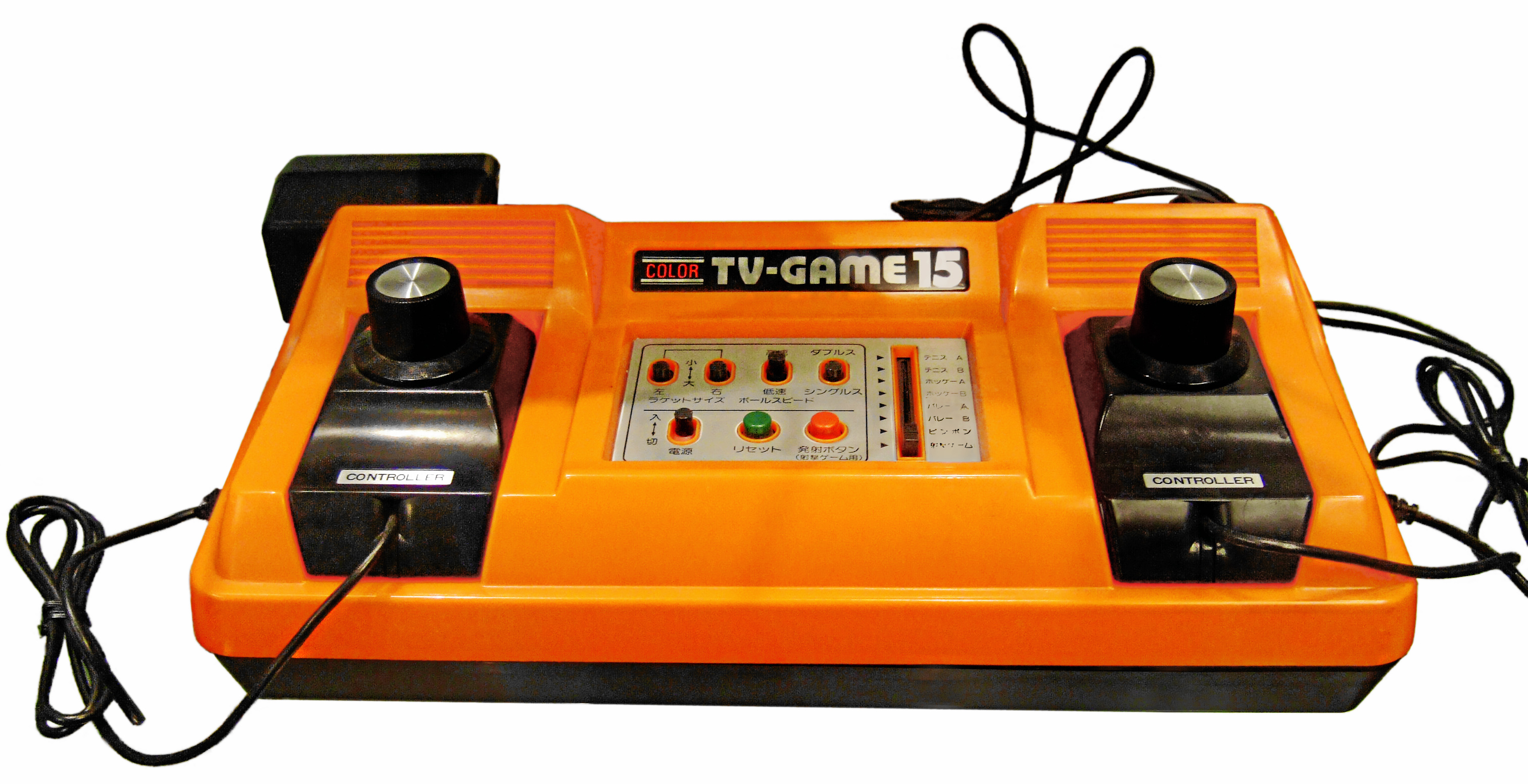
Color TV Game

Color TV Game é o nome de uma série de consoles de videogame lançados pela Nintendo. Foi lançado em 1977 com o Color TV Game 6. Continha 6 variações do jogo Pong. Os jogadores controlavam suas "raquetes" com seletores instalados na própria máquina. Além disso, como alternativa à versão tradicional, um modelo de cor branca e alimentado a bateria/pilha foi lançado.

### Nintendo Entertainment System

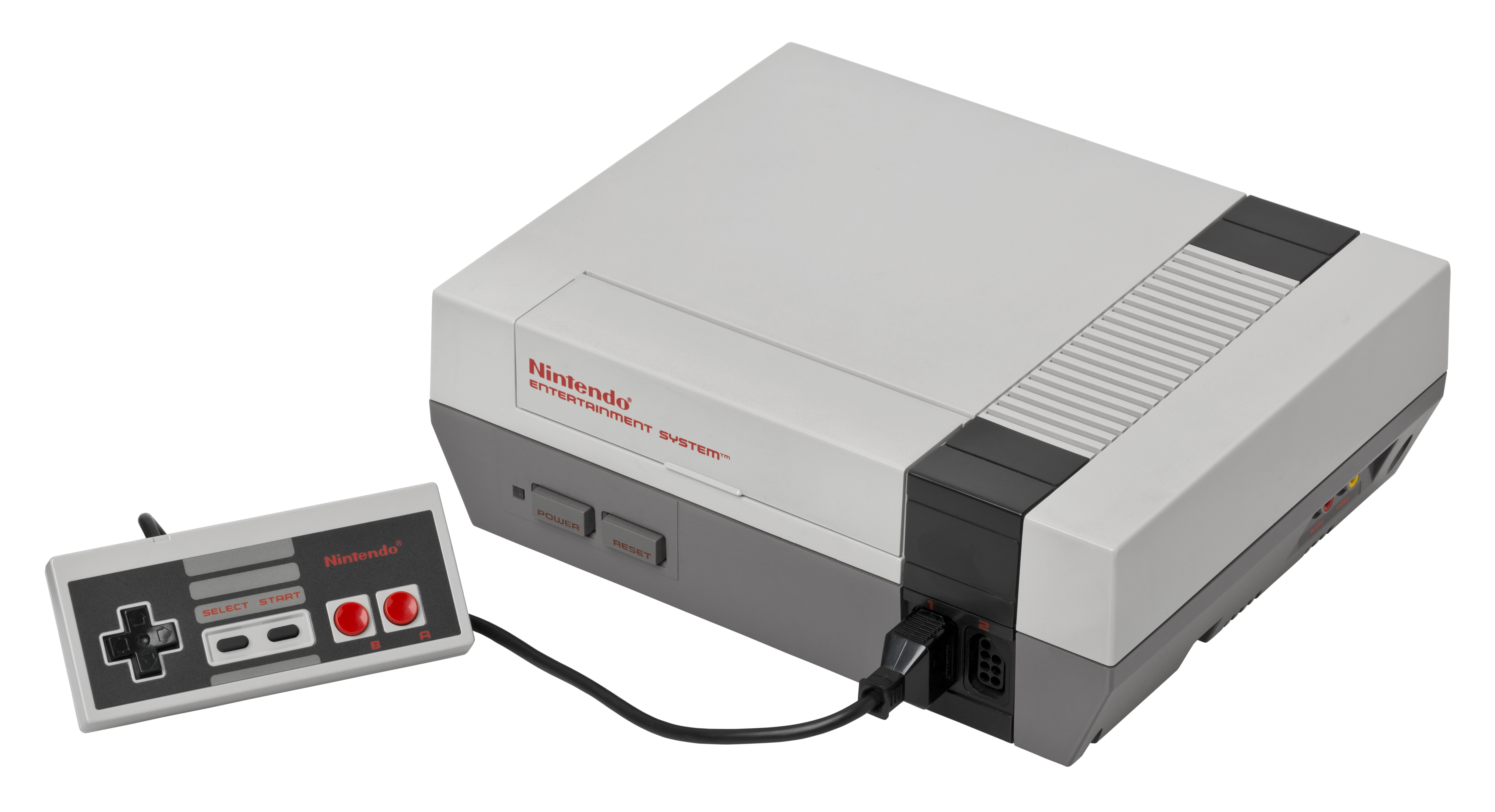
Nintendo Entertainment System

O Nintendo Entertainment System (NES) foi um lançamento da Nintendo para os Estados Unidos, Canadá, Europa e Austrália. Este primeiro console da empresa surgiu no Japão em julho de 1983 com o nome de Famicom (abreviação de Family Computer) e devido ao seu grande sucesso foi relançado naqueles outros países com o nome de NES.
O sucesso deste console foi devido parcialmente ao seu baixo preço (cerca de cem dólares americanos ou estadunidenses). O presidente da Nintendo na época, Hiroshi Yamauchi, deu instruções aos engenheiros da empresa para que fabricassem um videogame de baixo custo de produção e de uma tecnologia avançada, que não pudesse ser equiparada pelos seus concorrentes. Com um processador tão potente quanto os computadores da Apple daquele tempo, o NES era mais avançado do que o Atari 2600.
O NES é considerado o salvador da indústria de videogames nos Estados Unidos, que andava decadente. O NES teve a estreia de grandes franquias como Super Mario Bros., Metroid, Metal Gear, The Legend of Zelda, Castlevania, Final Fantasy e Mega Man.

### Super Nintendo Entertainment System

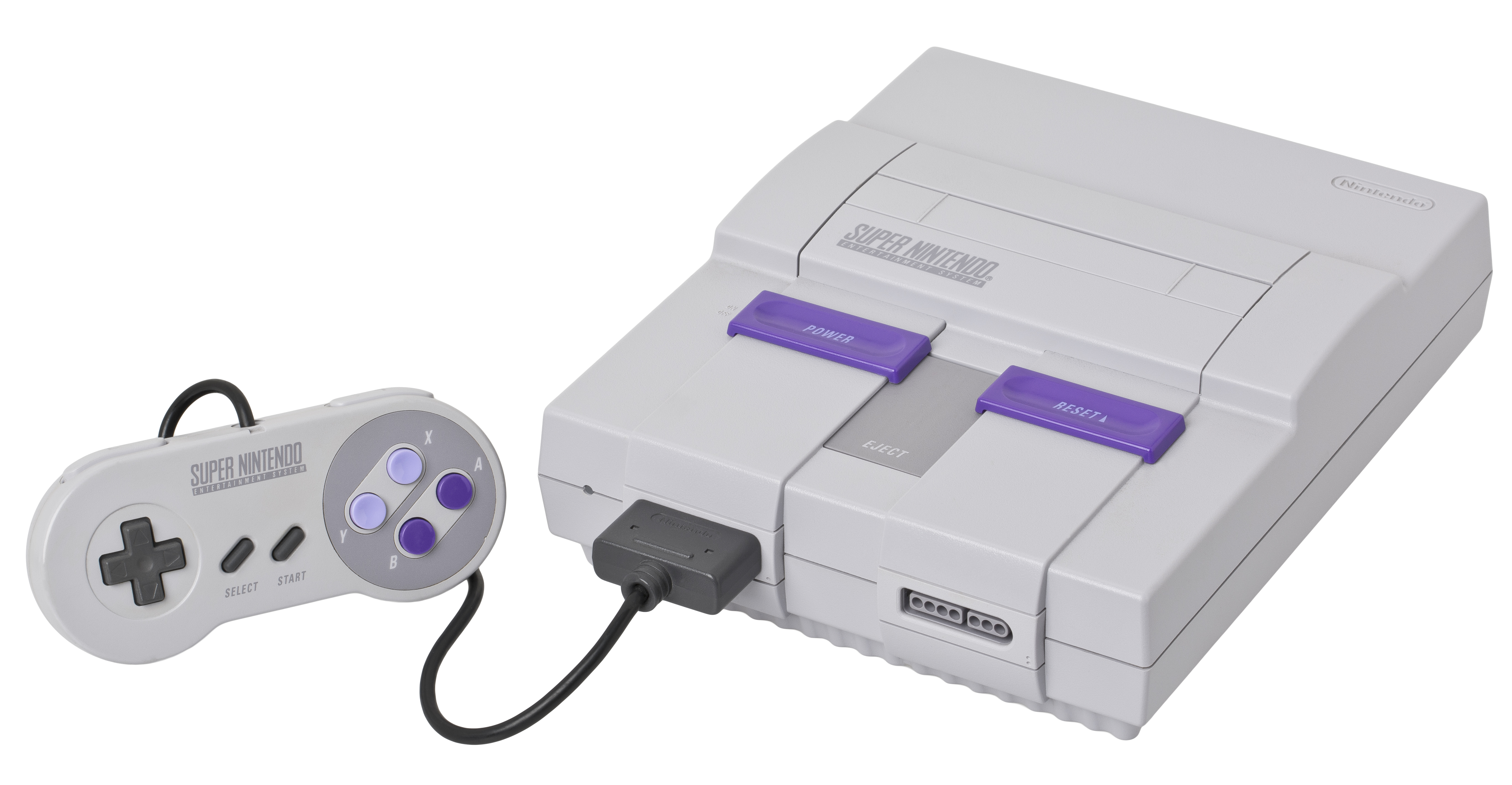
Super Nintendo Entertainment System

A Nintendo lançou o Super Famicom no Japão em 21 de novembro de 1990. Em agosto de 1991 ela lançou o mesmo console nos Estados Unidos com o nome de Super NES (ou SNES). Em 1992 foi a vez de a Europa receber o novo videogame. Em 1993, o SNES chega ao Brasil através da Playtronic, (Uma joint venture entre Gradiente Eletrônicos e a Brinquedos Estrela). O Super NES seguiu o caminho do seu antecessor, ostentando um bom hardware e baixo preço. O controle também sofreu modificações, ganhou nova forma e mais botões.
No Japão, o Super Famicom tomou conta do mercado facilmente. Nos Estados Unidos, o Super NES começou cambaleando, mas logo ultrapassou em vendas seu principal concorrente, o Mega Drive, graças a jogos como Super Mario World, Super Mario Kart, Super Mario World 2: Yoshi's Island, Super Metroid, The Legend of Zelda: A Link to the Past, Super Castlevania IV, Mega Man X, Street Fighter II, Chrono Trigger, International Superstar Soccer, Mortal Kombat, Top Gear, Killer Instinct, Star Fox, Doom, Prince of Persia e os jogos das séries Final Fantasy, Dragon Quest e Donkey Kong Country.

### Nintendo 64

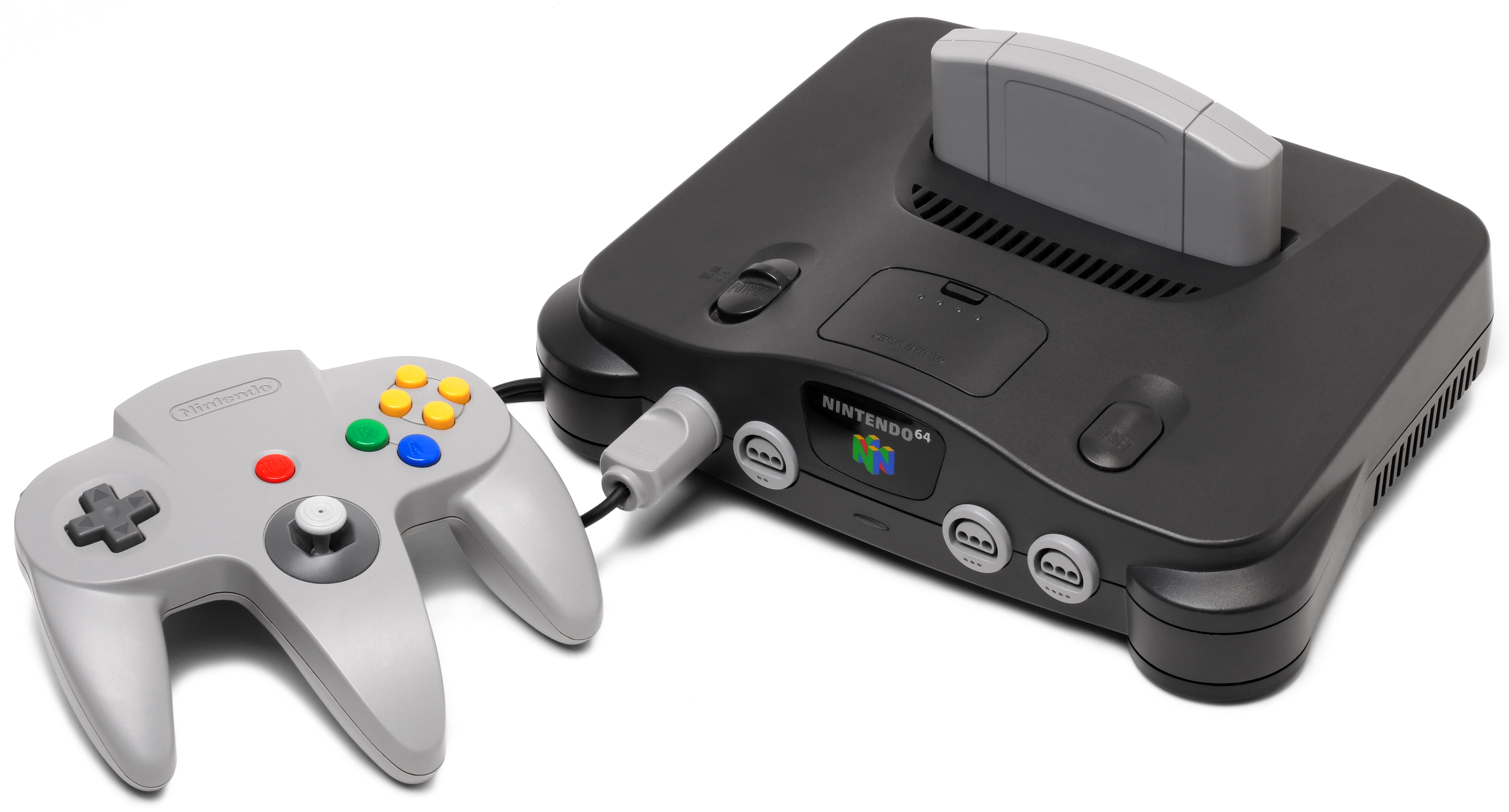
Nintendo 64

Em Junho de 1996 no Japão, a Nintendo lançou o seu quarto console doméstico, o Nintendo 64 - N64 (inicialmente chamado de Project Reality e Nintendo Ultra 64), que incluía melhoras significativas em computação gráfica 3D e um novo controle analógico. A Nintendo optou por continuar utilizando mídia de cartuchos, uma decisão surpreendente, especialmente considerando a escolha dos concorrentes em utilizar mídias de armazenamento mais atualizadas como CD-ROM. Esta decisão pode ter afetado a quantidade de jogos lançados para o Nintendo 64; CD-ROMs são mais baratos de produzir que cartuchos, o que se traduz em menores custos para desenvolvedores terceirizados — como a Nintendo decidiu por não utilizar CD-ROMs, desenvolvedores estariam mais interessados em lançar jogos para o PlayStation da Sony. Especulou-se que esta também teria sido a razão pela qual a Squaresoft (hoje Square Enix) parou de desenvolver jogos para Nintendo e começou a lançar seus jogos para o Sony PlayStation, e depois para o PlayStation 2.
A Nintendo também divulgou características "inovadoras" do Nintendo 64 — tais quais suas quatro entradas para controles, a alavanca analógica no joystick, o Rumble Pak (fazia com que o controle tremesse) e um processador de 64 bits.
O primeiro jogo de Mario em 3D foi lançado para o N64 com o título de Super Mario 64, nomenclatura recorrente para quase todos os jogos 3D até hoje. Outros jogos de sucesso foram Mario Kart 64, Castlevania 64, Mega Man 64, International Superstar Soccer 64, Mortal Kombat 4, Top Gear Rally, Killer Instinct Gold, Donkey Kong 64, Cruis'n USA, Perfect Dark, Conker's Bad Fur Day, GoldenEye 007, Duke Nukem 64, Super Smash Bros., Pokémon Stadium, Star Wars: Rogue Squadron, Kirby 64: The Crystal Shards, Star Fox 64, Banjo-Kazooie, Doom 64, Resident Evil 2 e The Legend of Zelda: Ocarina of Time, este último largamente reconhecido como um dos melhores jogos de todos os tempos.

### Nintendo GameCube

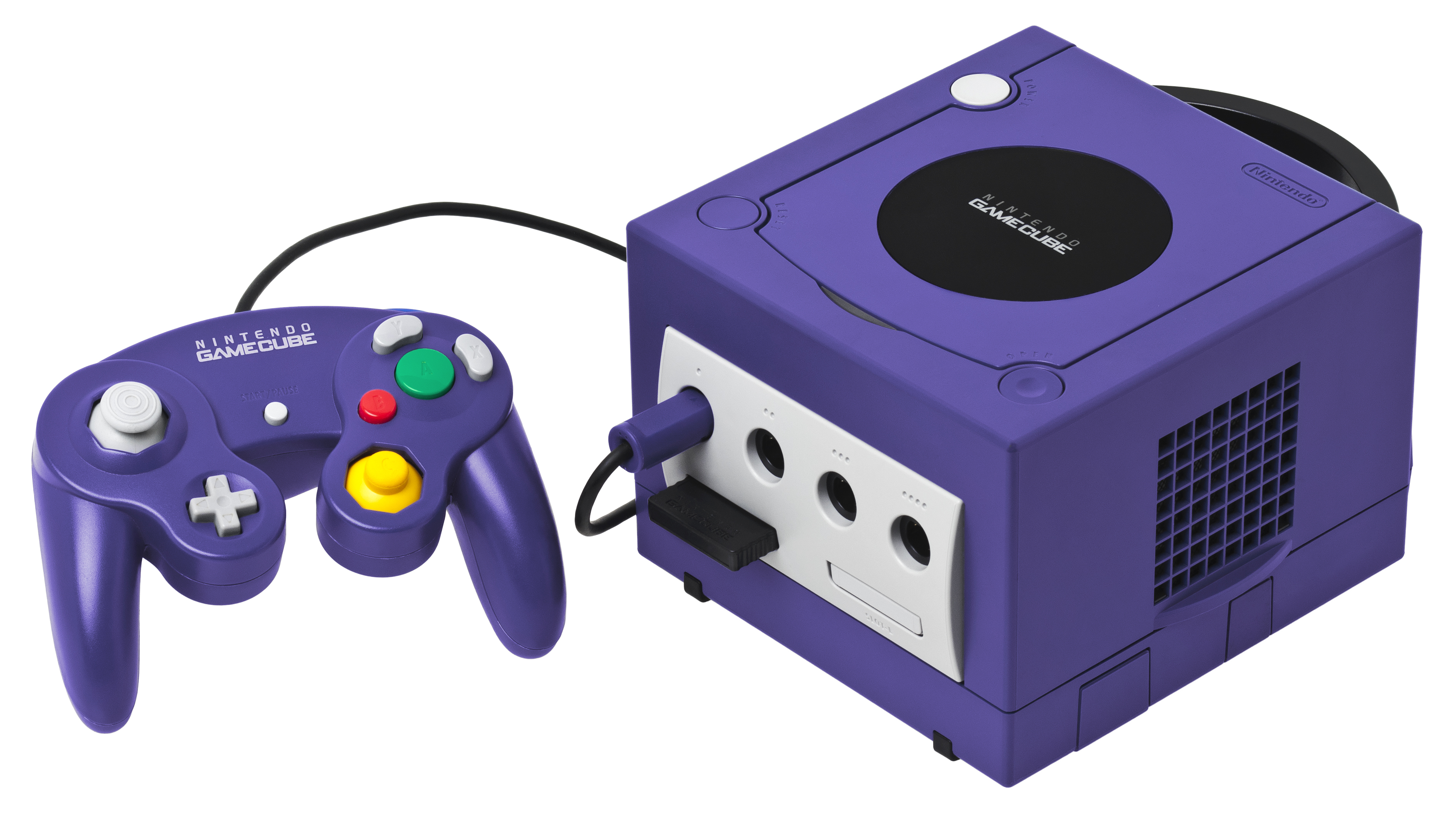
Nintendo GameCube

O Nintendo GameCube (codinome "Dolphin") foi lançado no mercado americano e japonês em novembro de 2001. Chamado de Dolphin durante o desenvolvimento, foi o primeiro console da Nintendo utilizar mídia ótica - mas ao invés de DVDs normais, usa mini DVDs. Na verdade não são estas mídias que são difíceis de falsificar, mas a tecnologia colocada nestas mídias que impedem a falsificação. Entre os jogos de mais sucesso estão: Super Mario Sunshine, Mario Kart: Double Dash!!, Luigi's Mansion, Metroid Prime, Metroid Prime 2: Echoes, The Legend of Zelda: The Wind Waker, The Legend of Zelda: Twilight Princess, Mega Man X: Command Mission, Pro Evolution Soccer 2, Mortal Kombat: Deadly Alliance, Donkey Kong Jungle Beat, Super Smash Bros. Melee, Pokémon Colosseum, Star Fox Adventures, Prince of Persia: The Sands of Time, Metal Gear Solid: The Twin Snakes, Sonic Adventure, Sonic Adventure 2 e Resident Evil 4. O GameCube até roda cartuchos de Game Boy e GBA com um acessório acoplado na parte inferior do console, o Game Boy Player.
Assim como em outros consoles da Nintendo, o GameCube teve uma grande quantidade de acessórios, incluindo uma versão sem fio do controle, o Wavebird, um modem para jogos online, e um cabo que conectava o console ao Game Boy Advance.

### Wii

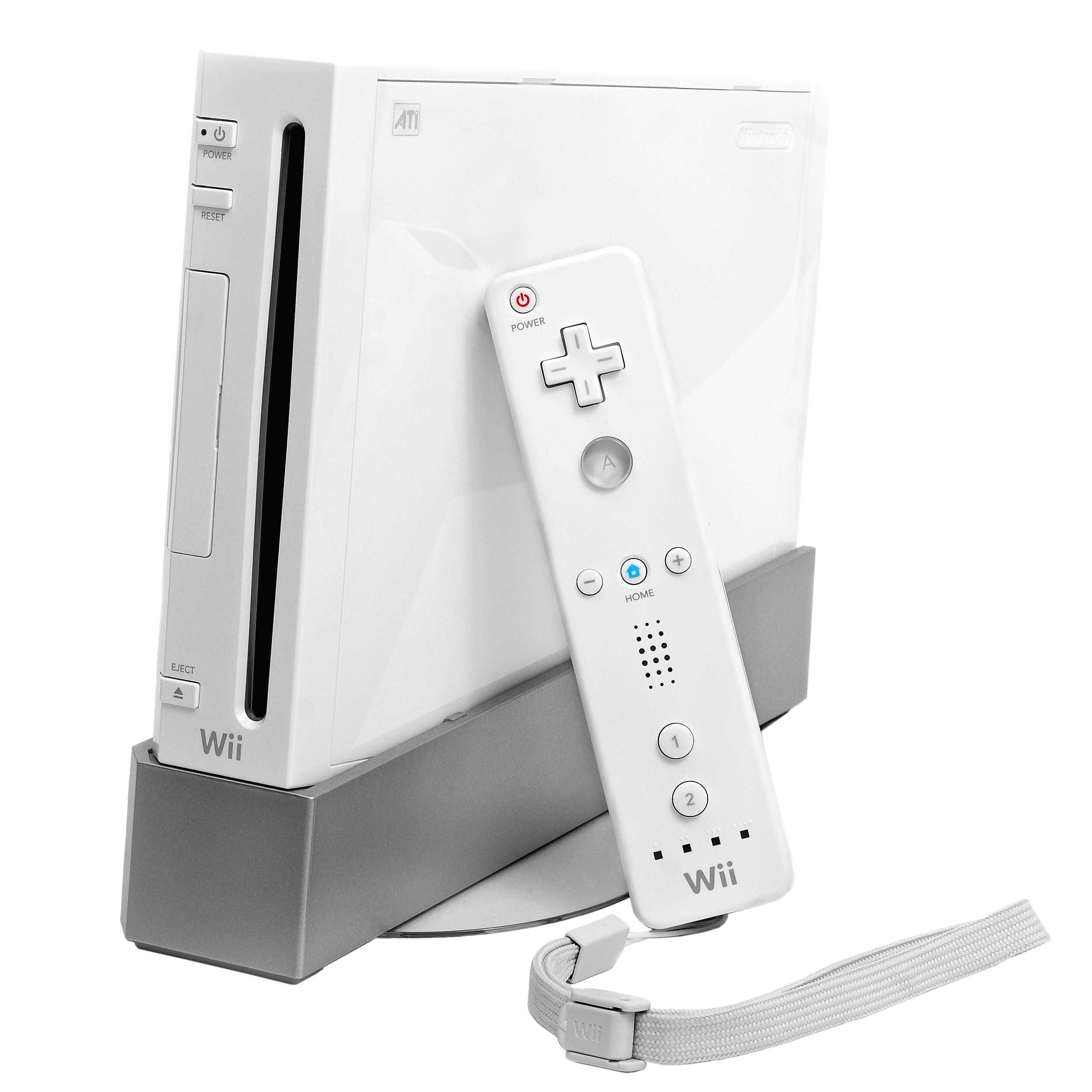
Wii

O Wii (codinome Revolution), é o console sucessor do GameCube, lançado em 19 de Novembro de 2006 nos Estados Unidos e em 2 de Dezembro no Japão. Sua característica mais distintiva são os sensores de movimento, que através de um sistema de giroscópio controle percebem as movimentações feitas com o controle, o Wii Remote. É compatível com os discos do GameCube, e através de Wi-Fi embutido consegue baixar jogos originais (WiiWare) ou de velhos consoles (Virtual Console, com jogos do NES, Super NES e Nintendo 64, mais arcades e os concorrentes Mega Drive, Master System, TurboGrafx 16, Neo-Geo, Commodore 64 e MSX). O Wii Menu também oferece um editor de fotos, um navegador baseado no Opera, e canal online. O Nintendo DS também pode se comunicar com o Wii sem cabos, podendo fazer download de vídeos e demos para o DS, melhorando a interação existente entre o GBA e a GameCube. Outra novidade foi o "Mii Channel", um canal que funciona como um organizador de perfis, com avatares chamados Miis que podem ser usados em diversos jogos. O console se tornou um estrondoso sucesso, ganhando para os concorrentes Xbox 360 e PlayStation 3. Jogos notáveis incluem Wii Sports - que superou Super Mario Bros. como jogo mais vendido da história - Wii Play, Wii Fit, Super Mario Galaxy, Mario Kart Wii, Metroid Prime 3: Corruption, Metroid: Other M, The Legend of Zelda: Skyward Sword, Pro Evolution Soccer 2013, Mortal Kombat: Armageddon, Donkey Kong Country Returns, Super Smash Bros. Brawl, Pokémon Battle Revolution, Kirby's Return to Dream Land, Sonic Unleashed, Sonic Colors, Just Dance, Prince of Persia: The Forgotten Sands e Resident Evil: Revelations.

### Wii U

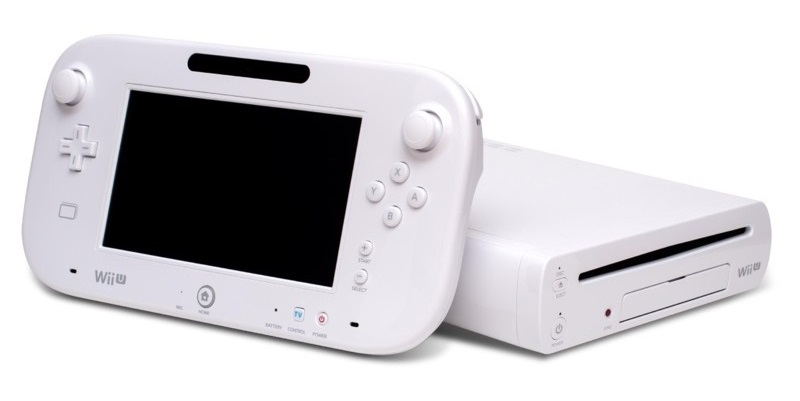
Wii U

O Wii U (codinome Project Café), é o sucessor do Wii, lançado em 18 de Novembro de 2012 nos Estados Unidos e em 8 de Dezembro no Japão. Foi o primeiro console de mesa da oitava geração de consoles, além de ter sido o primeiro console da história a ter vindo com um cabo HDMI. Também foi o primeiro da história da Nintendo a ter gráficos em HD. Seu serviço online é denominado Nintendo Network.
O controle do Wii U, o Wii U GamePad, é a grande inovação do console. Ele possui em seu centro uma tela de 6.2 polegadas, além e suporte a Near Field Communication (NFC). Além disso, ele possui o botão TV, transformando-o em um controle remoto, além dos botões tradicionais.
O console possui a maior lista de jogos exclusivos da oitava geração. Os grandes destaques ficam por conta de jogos como New Super Mario Bros. U (e sua expansão, New Super Luigi U, sendo que ambos vem junto com o console), Super Mario 3D World, Mario Kart 8, The Legend of Zelda: The Wind Waker HD, Super Smash Bros. for Wii U, Donkey Kong Country: Tropical Freeze, Kirby and the Rainbow Curse, Pikmin 3, Just Dance 2014, Sonic Lost World e Splatoon.

## Consoles híbridos

### Nintendo Switch

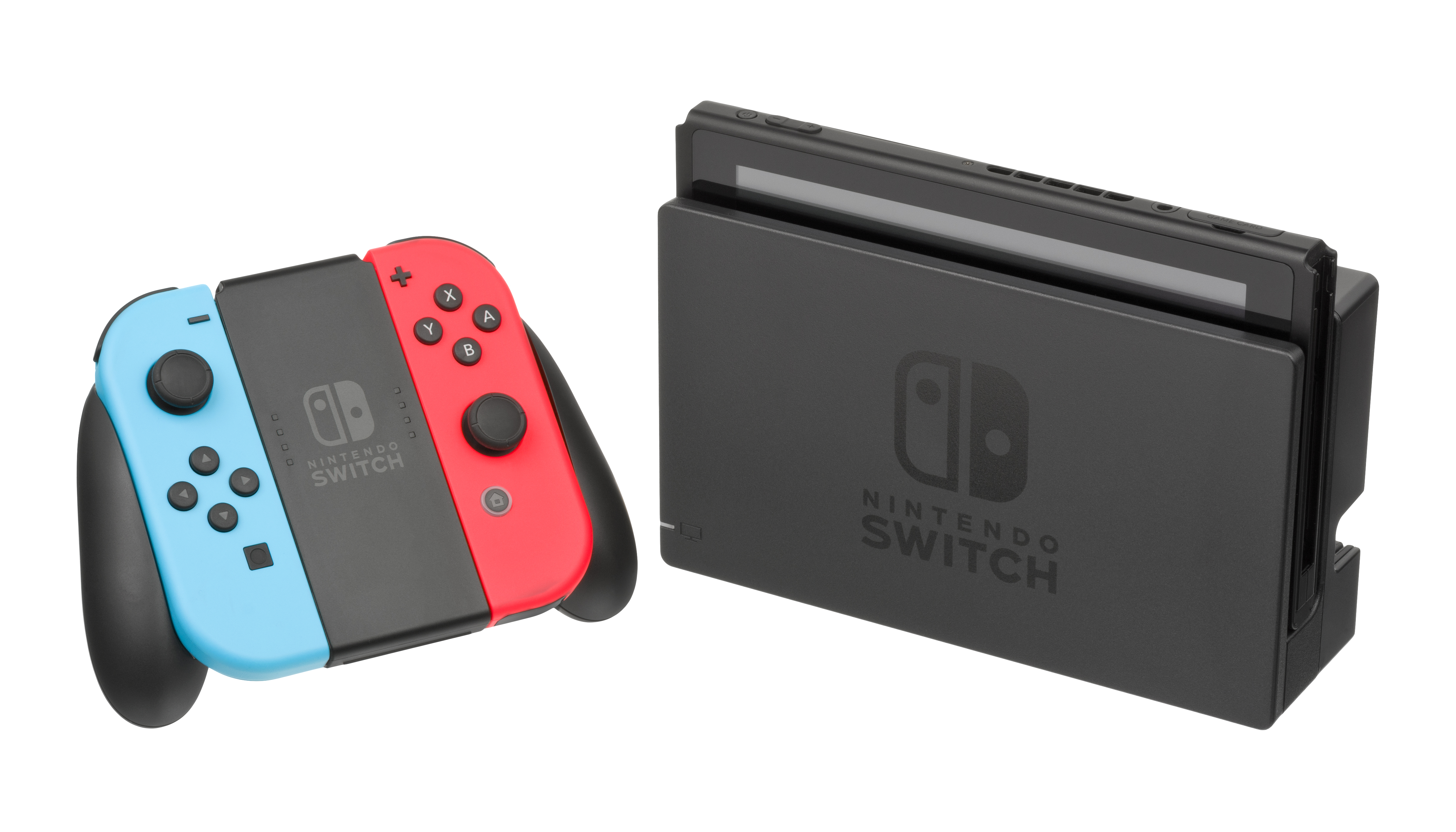
Nintendo Switch.

O Nintendo Switch (Codinome NX) é o sucessor do Wii U, um novo console de videojogos da Nintendo. O console foi lançado no dia 3 de março de 2017 e foi o último console da 8ª geração e o primeiro da 9ª geração. O mais curioso é que os controles podem ser removíveis e que é um console híbrido, ou seja, um portátil que pode se conectar na televisão. Segundo Shigeru Miyamoto, ele não substituiu o 3DS. Seus controles se chamam Joy-Cons, e possuem sensores de movimento assim como o Wii Remote (porém mais avançados), e são removíveis, ou seja, a pessoa pode jogar com eles conectados no console ou à distância. Os Joy-Cons funcionam com bateria em vez de pilhas. Alguns dos principais jogos para este console são Super Mario Odyssey, The Legend of Zelda: Breath of the Wild, Mario Kart 8 Deluxe, Mega Man 11, Mortal Kombat 11, Super Smash Bros. Ultimate, Pokémon Let's Go, Pikachu! e Let's Go, Eevee!, Sonic Mania, Sonic Forces, FIFA 19, NBA 2K18, Kirby Star Allies, Mario + Rabbids Kingdom Battle , Splatoon 2, Fire Emblem Warriors, Just Dance 2019, Crash Bandicoot N. Sane Trilogy, Assassin's Creed Odyssey e Resident Evil 7: Biohazard.

## Consoles portáteis

### Game & Watch
A Nintendo adentrou os games portáteis com os Game & Watch, em 1979. Concebidos por Gunpei Yokoi ao ver no trem um entediado homem de negócios brincando com uma calculadora de LCD apertando seus botões, possuíam pequenos jogos em uma tela de cristal líquido. Os Game & Watch foram produzidos e comercializados entre 1980 e 1998, época em que o Game Boy (também criação de Yokoi) já era um sucesso. Os games foram distribuídos em diversas séries:
- Silver (1980)
- Gold (1981)
- Multi Screen (1982–1989)
- Tabletop (1983)
- Panorama (1983–1984)
- New Wide Screen (1982–1991)
- Super Color (1984)
- Micro Vs. System (1984)
- Crystal Screen (1986)
- Mini Classics (1998)

Foi lançada uma vasta lista de jogos. Como destaque pode ser citado o Donkey Kong, lançado em 3 de junho de 1982. Um jogo de duas telas de cristal líquido (Multi Screen series). Destaque também para a série Micro Vs. System, jogos com dois joy pads em que era possível dois gamers jogarem ao mesmo tempo.

### Game Boy

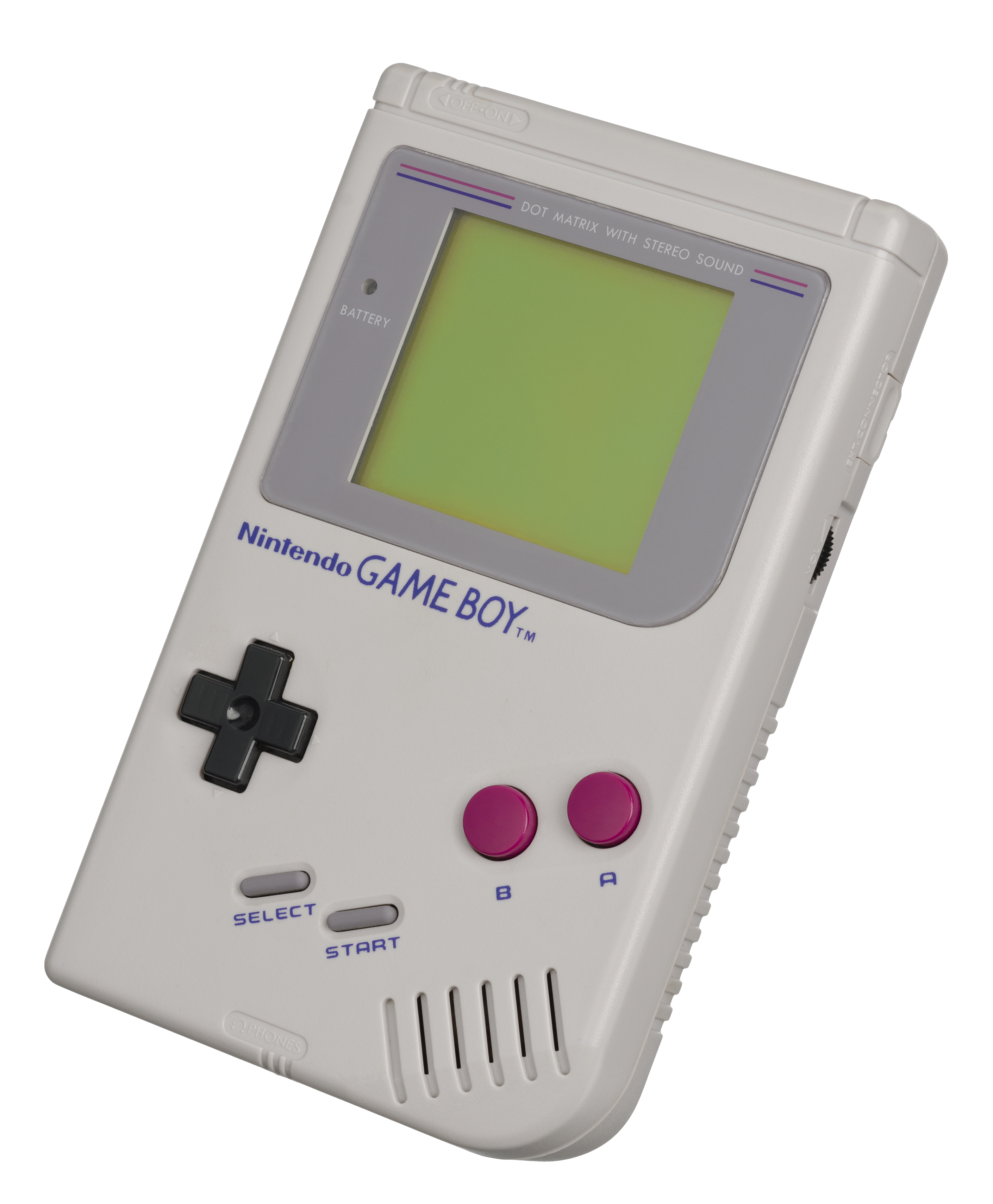
Game Boy.

O Game Boy foi o primeiro console portátil popular, lançado em 1989. Sua popularidade inicial foi pelo fato de ser acompanhado do jogo Tetris, e mais tarde foi mantida pelo lançamento dos jogos Pokémon. Era o único modelo disponível até 1995. Em 1996, foi lançada uma versão menor, o Game Boy Pocket e em 1997 foi lançada o Game Boy Light, que vinha com uma luz interna, para se jogar no escuro.

### Virtual Boy

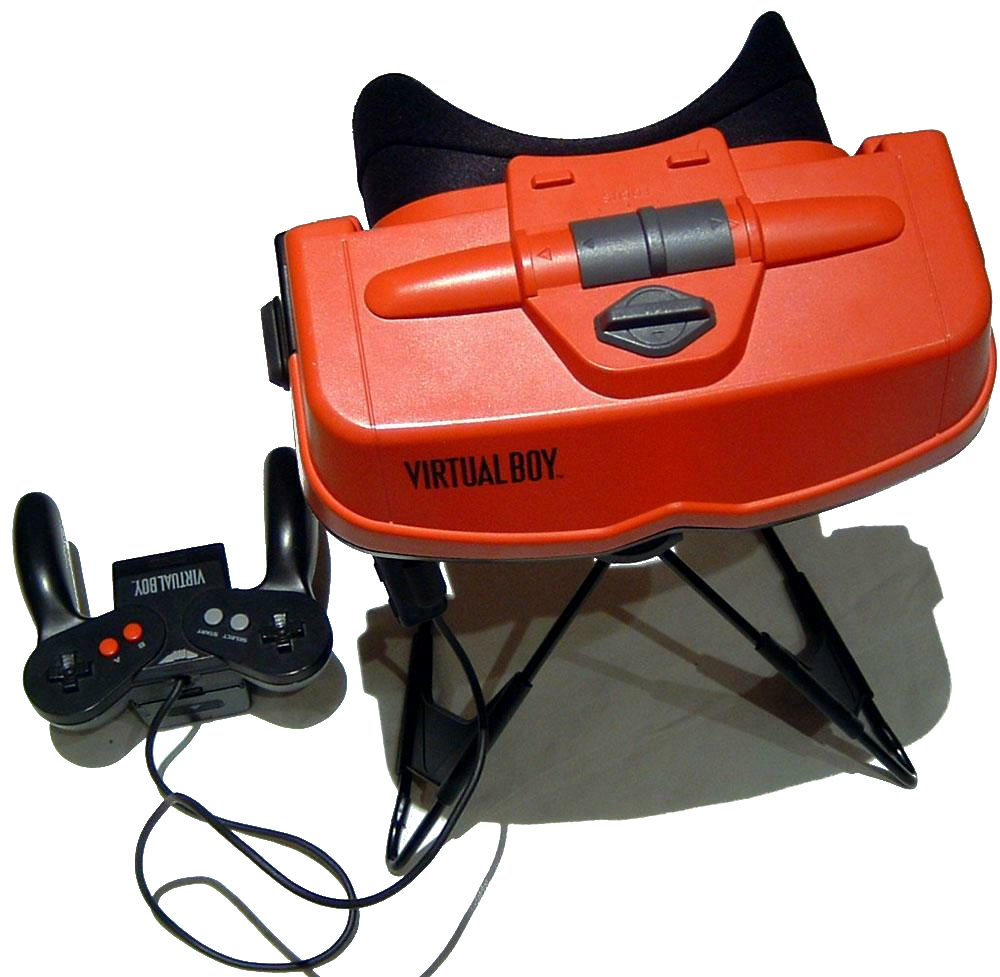
Virtual Boy.

O Virtual Boy, mostrado pela primeira vez ao público em Novembro de 1994, o "portátil" prometia uma revolução na forma de jogar, embalado pela popularização da realidade virtual. Sua inovação principal consistia no dispositivo (um óculos em forma de monitor) para mostrar imagens em 3D, pela primeira vez utilizado em um videogame. Porém apesar do ousado conceito, o console foi um fracasso por não conseguir simular a realidade virtual e ainda causar dores de cabeça aos jogadores, uma vez que a tela monocromática exibia apenas as cores vermelha e preta, mostrando uma falha de execução da Nintendo. O fracasso do Virtual Boy custou a demissão de Gunpei Yokoi, que também concebera o Game Boy e tantas outras criações da Nintendo.

### Game Boy Color
Em 1998 a Nintendo lançou o Game Boy Color, que exibia 52 cores simultâneas na tela e ainda era compatível com os jogos do Game Boy original.

### Game Boy Advance

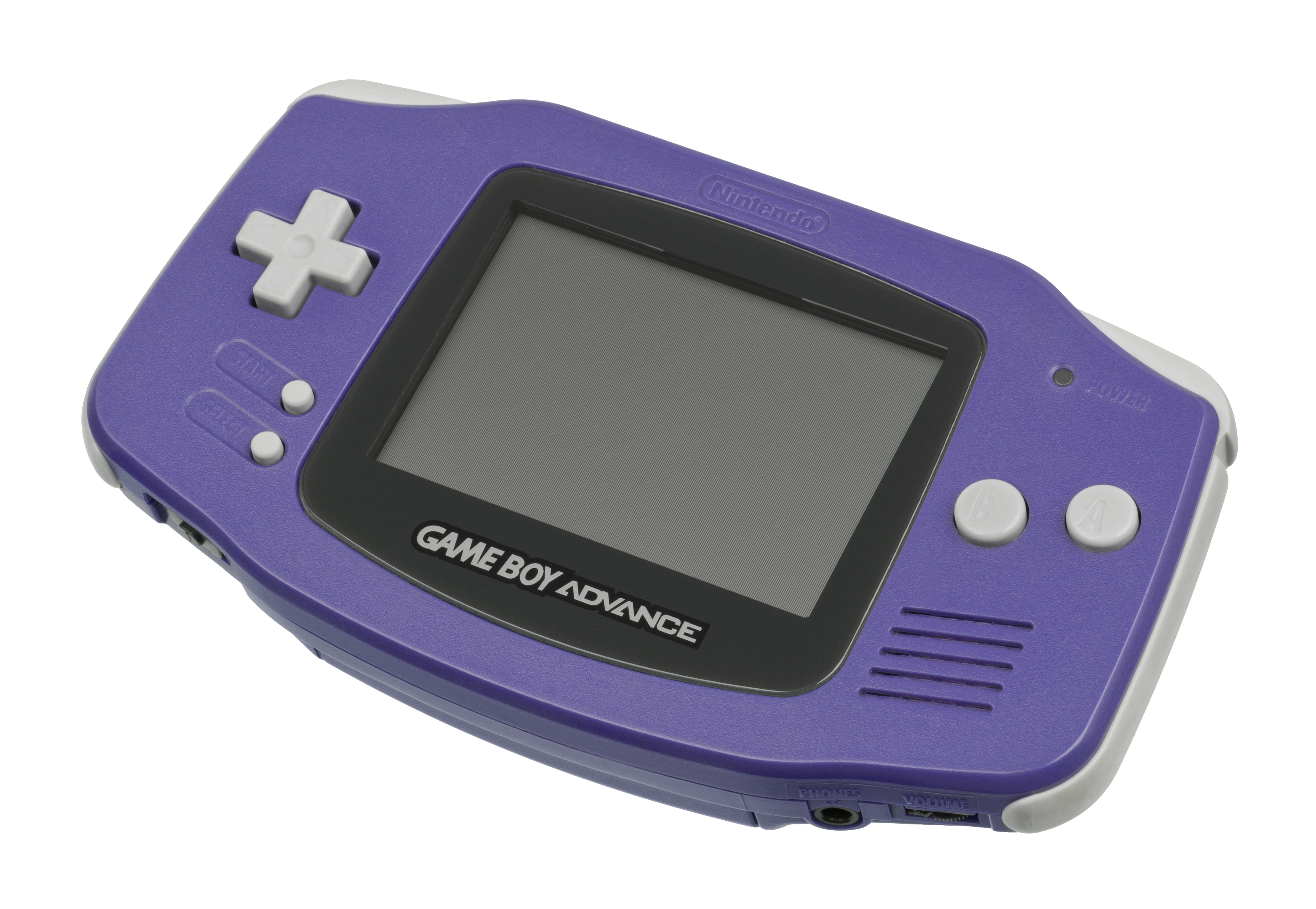
Game Boy Advance

O sucessor do Game Boy foi lançado em 2001. O console podia rodar os jogos dos outros Game Boys, e tinha capacidade muito maior (32 bit). Além disso, pode ser conectado ao GameCube através de um acessório, permitindo grandes inovações.

#### Game Boy Advance SP

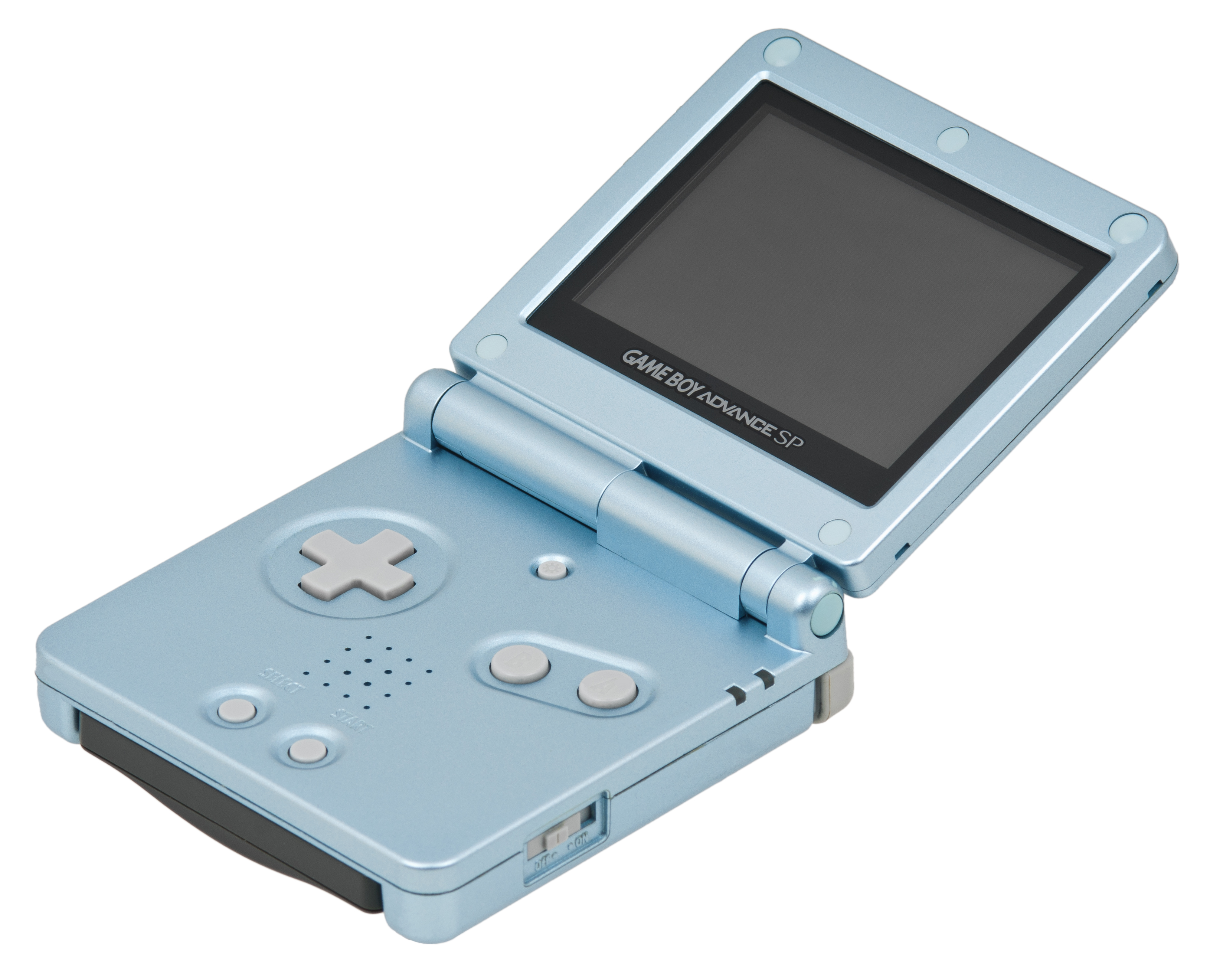
Game Boy Advance SP

O Game Boy Advance SP é o Game Boy Advance redesenhado. A Nintendo colocou nele algumas atualizações no design, que faz com que ele ocupe menos espaço, cabendo facilmente no bolso, e acrescentando melhorias como iluminação na tela e a utilização de uma bateria recarregável oficial da Nintendo.

#### Game Boy Micro

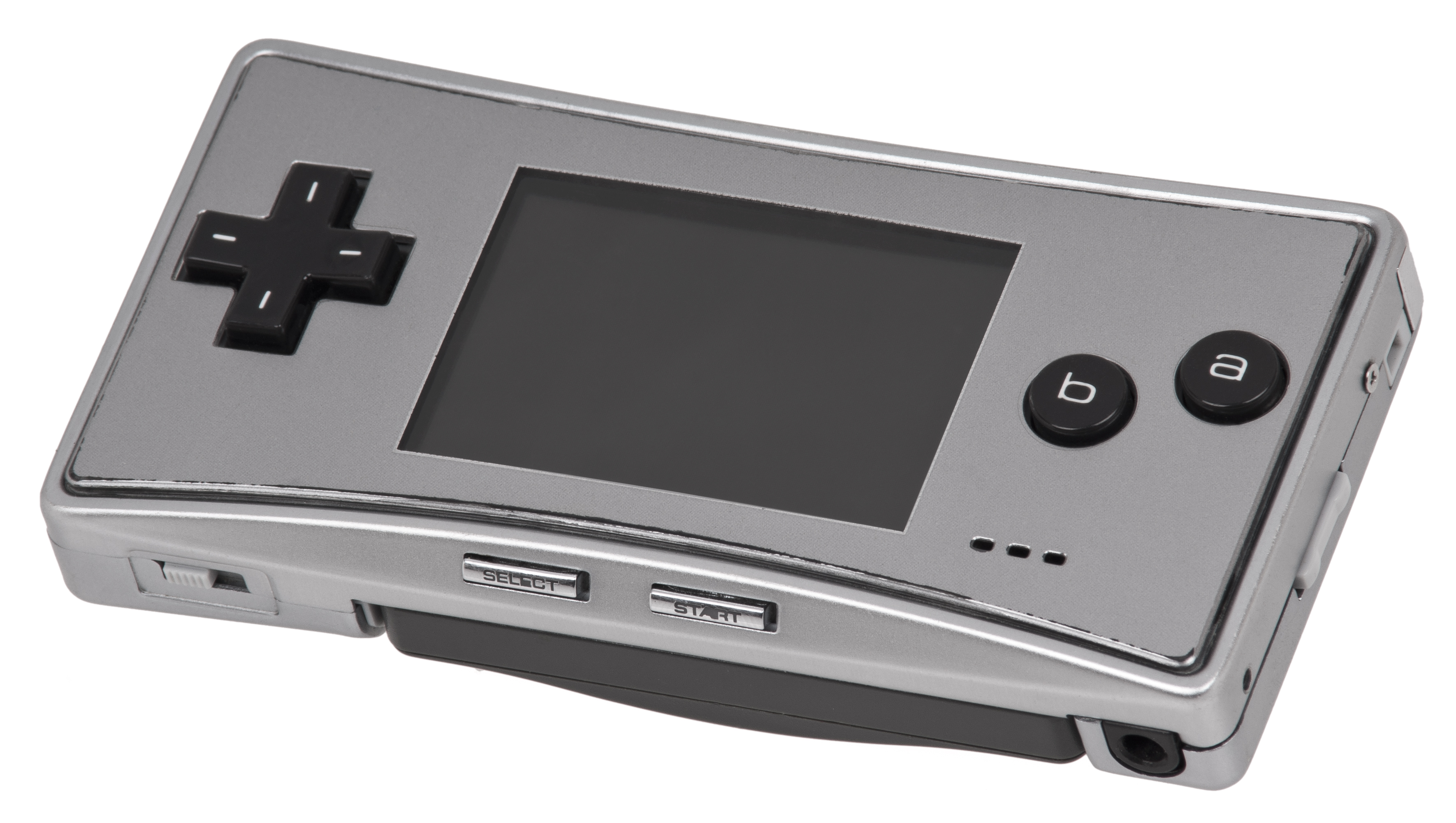
Game Boy Micro

Pequeno, leve e estiloso, com tela luminosa e nítida, o Micro foi apresentado na E3 2005. Sendo uma nova versão do Game Boy Advance, também serve para a biblioteca de mais de 700 títulos do Game Boy Advance. Pode ser personalizado com capas que mudam. O Game Boy Micro foi lançado em setembro de 2005. No Brasil, custava R$ 700,00. A única desvantagem do GBA Micro é falta da Retro compatibilidade com o GB e GBC. Porém, assim como o GBA SP o GBA Micro tem diferenças apenas no design e no Backlight, herdado do Nintendo DS.

### Nintendo DS

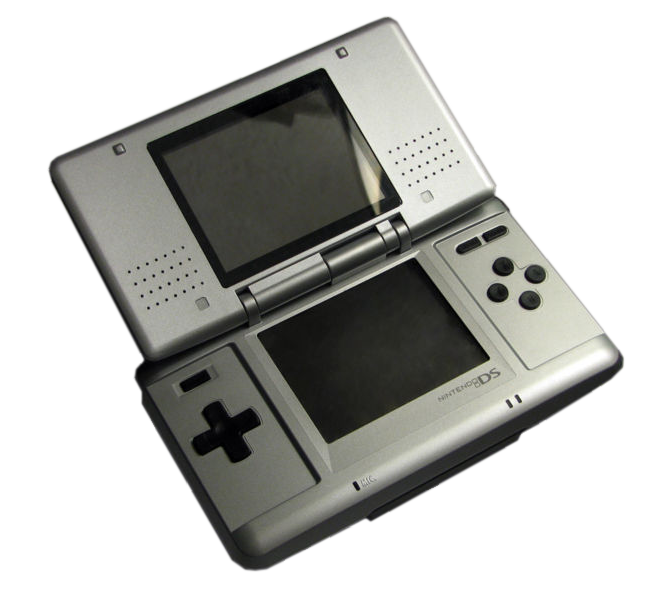
Nintendo DS

O Nintendo DS iniciou uma nova série de portáteis da Nintendo, com duas telas, sendo uma delas sensível ao toque (Touch Screen) e microfone embutido. O DS é capaz de apresentar gráficos 3D, semelhantes ao do Nintendo 64, e foi o primeiro portátil da Nintendo a apresentar a tecnologia Backlight, diferente do GBA SP, que oferecia o Frontlight o que às vezes fazia a tela ficar branca dependendo da sua posição perante a ele. O console também tem conexão Wi-fi, sem fio, permitindo chats e multiplayer para jogos com apenas um cartucho (dependendo do jogo). O Nintendo DS roda também cartuchos do Game Boy Advance, porém nenhum dos acessórios de GBA pode ser utilizado no DS.

#### Nintendo DS Lite
O Nintendo DS Lite é a segunda versão do Nintendo DS Clássico, porém ele é mais fino e possui uma definição de imagem muito melhor que a versão anterior, além de ter um visual mais elegante e a bateria mais duradoura. Ele conta com uma novidade chamada backlit, uma nova luz e é mais potente. Agora não dá para desligá-la, só ajustá-la de acordo com o ambiente. As demais mudanças são apenas estéticas. O microfone e o medidor de bateria estão no centro, o espaço para colocar a Stylus mudou e a parte superior do novo modelo contém o símbolo (as duas telas), mas mantem o mesmo preço do modelo antigo. Ele está no topo das vendas no Japão. A Nintendo DS Lite chegou ao ocidente em maio de 2006. O preço é de US$ 130 (R$ 325)

#### Nintendo DSi

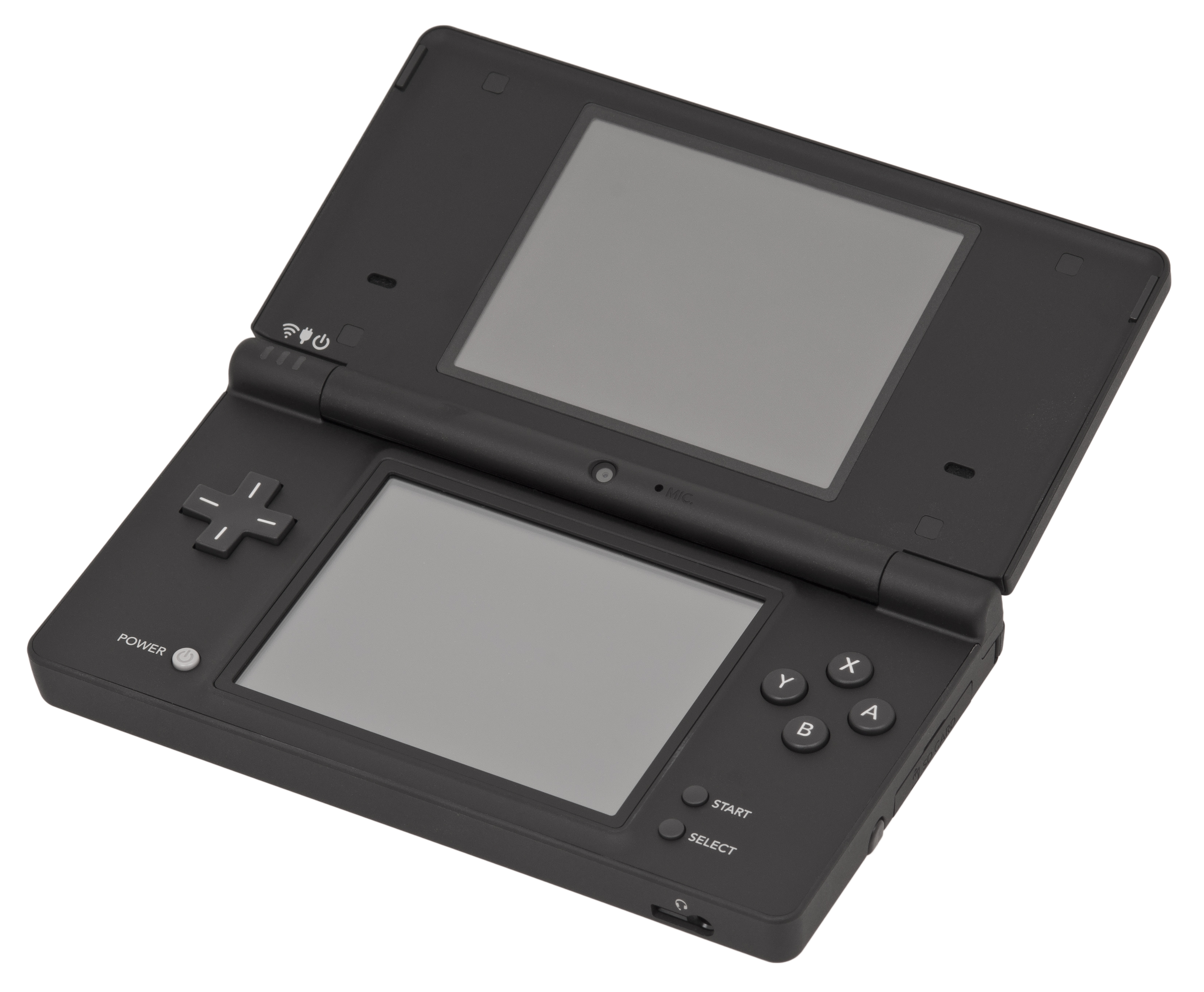
Nintendo DSi

O Nintendo DSi é uma versão do Nintendo DS clássico, porém ele é mais fino que o Nintendo DS Lite, mas um pouco mais largo. Além de mudar um pouco no sentido estético, ele conta com uma melhor conectividade.
Lançado em Novembro de 2008 no Japão, e fora do ocidente em Março de 2009, o Nintendo DSi. O portátil adquiriu uma nova forma, assim como, suas duas telas (sendo uma touch screen), ter aumentando perspectivamente de 3.00 polegadas á 3.25. O aparelho ficou mais fino e leve que o DS Lite, tendo um acabamento diferente, que evidentemente, diminui as inúmeras manchas em que eram marcadas na versão anterior, também, tendo a stylus mais comprida. Também perdeu a compatibilidade com jogos de Game Boy Advance.
Uma das principais diferenças do DSi, foi a inclusão de duas câmeras. Uma delas fica virada para o jogador, na parte interna do aparelho, com 0.3 megapixel. E a outra, fica na parte externa, com 3.0 megapixel.
O novo portátil, teve novos recursos e aplicativos adicionados. Um desses recursos, é o DSi Shop, tendo uma mecânica igual ao do "Wii Shop", é um novo canal de compras em que você compra jogos pelo aparelho, através de DSi Points, adquirido em cartões em lojas autorizadas. Já os aplicativos, ele ganhou um editor de imagens, e músicas, o que fornece um entretenimento maior ao seus novos recursos adicionados.

#### Nintendo DSi LL/XL
O Nintendo DSi LL (versão japonesa) ou Nintendo DSi XL (versão americana e europeia) é a versão mais nova do Nintendo DS clássico, porém ele é um pouco maior que o Nintendo DSi, pois suas duas telas  ficaram maiores e também mais nítidas. Continua com as mesmas melhoras do DSi e sua bateria foi melhorada, o que faz com que ele aguente muito mais tempo, como o Nintendo DS Lite.

### Nintendo 3DS

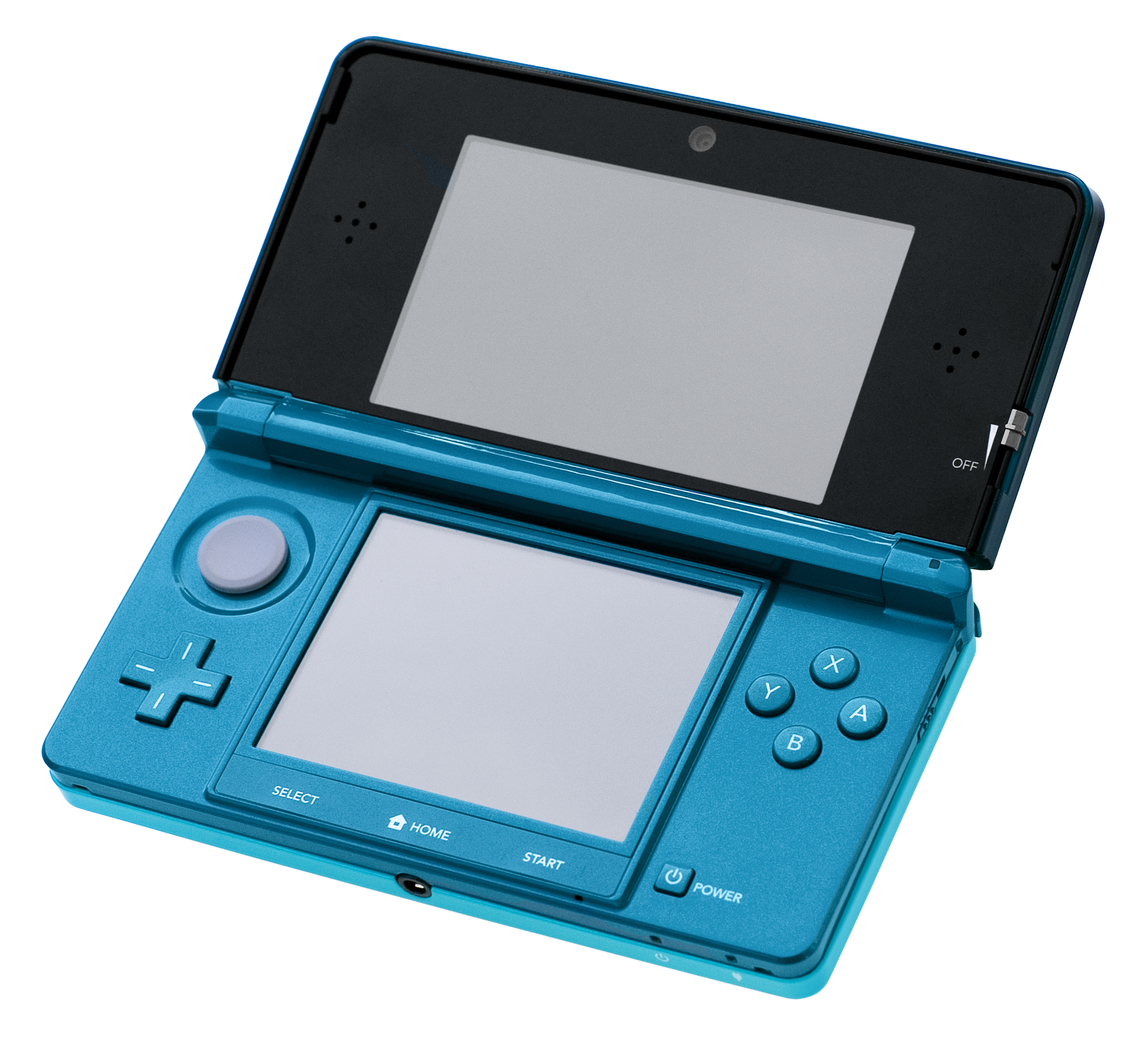
Nintendo 3DS

O Nintendo 3DS foi oficialmente anunciado na E3 de 2010, e lançado em fevereiro de 2011 no Japão. Utiliza uma tecnologia que emite o efeito 3D sem o uso de óculos especiais. O 3DS tem retrocompatibilidade com os jogos do DS, apresenta três câmeras, duas na parte externa, que servem para tirar fotos em 3D ou jogar jogos de realidade aumentada (AR games) e uma na parte interna para filmar o jogador durante uma partida. Entre suas novidades estão um Slide Pad similar à alavanca analógica, localizado acima do D-Pad, um botão Home e um regulador da intensidade do 3D, sensor de movimento, giroscópio, acelerômetro, media player de filmes, músicas e fotos, além de todos os aplicativos e funcionalidades do DSi, muitas melhorias e novidades foram adicionadas. Incluindo o Nintendo eShop, que funciona como o "DSi Shop" e o "Wii Shop", porém com mais adição de conteúdos.

#### Nintendo 3DS XL
O Nintendo 3DS XL, conhecido no Japão como Nintendo 3DS LL, é um console portátil desenvolvido pela Nintendo. Foi anunciado em 21 de junho de 2012 durante a Nintendo Direct e foi lançado em 28 de julho de 2012 no Japão (¥18,900) e na Europa. Na América do Norte foi lançado em 19 de agosto de 2012 juntamente com o novo jogo New Super Mario Bros. 2 por $199.99. As cores disponíveis no lançamento foram vermelho e azul (todas as regiões), branco (Japão) e prata (Europa e América do Norte). Assim como o DSi XL, terá uma tela maior do que o original 3DS (90% maior; tamanho: 134 x 74 x 21mm).[6][7] Tem uma bateria de maior duração em comparação com o 3DS.

#### Nintendo 2DS

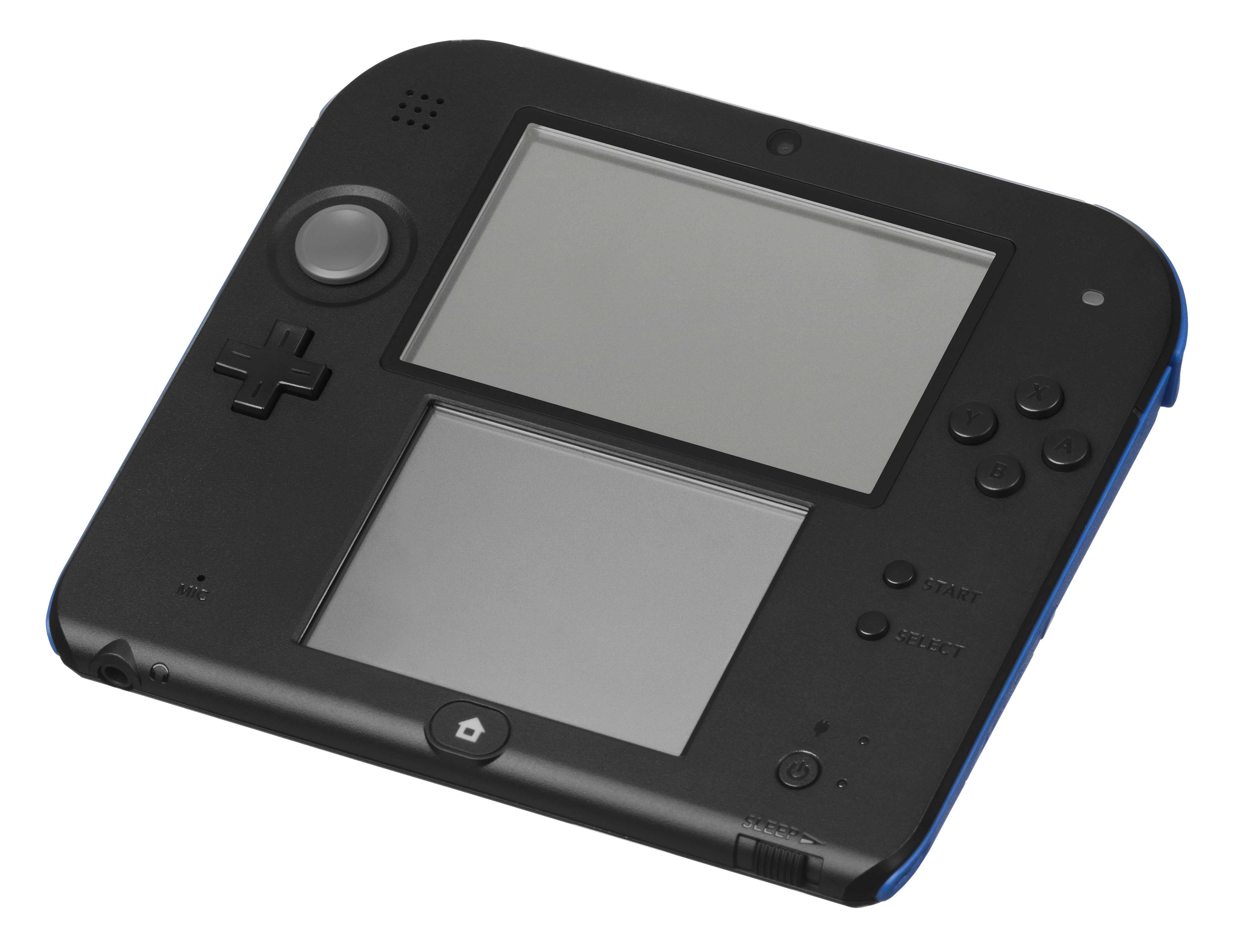
Nintendo 2DS

O Nintendo 2DS é uma versão de baixo custo do console portátil desenvolvido pela Nintendo, o Nintendo 3DS. Foi lançado em 12 de Outubro de 2013 na América do Norte, Europa e na Austrália. Faz parte da família de consoles portáteis 3DS.
Se comparado com seu irmão, o Nintendo 3DS, o grande diferencial está na falta do efeito 3D, na saída de som que agora vem a ser Monaural (se torna Estéreo quando usado com fones de ouvido), e seu design reto, diferente do "Abre e Fecha" visto nos seus antecessores.
De acordo com a Nintendo, o console foi desenvolvido especialmente para crianças pequenas, já que não possui o modo 3D, que de acordo com a própria empresa, pode atrapalhar no desenvolvimento da visão.
Além disso, por ter um design linear, e possuir uma única LCD (fator importante para a redução do custo, fazendo a produção do portátil mais barata), se torna mais difícil a separação das duas telas causadas por um acidente.

#### New Nintendo 3DS

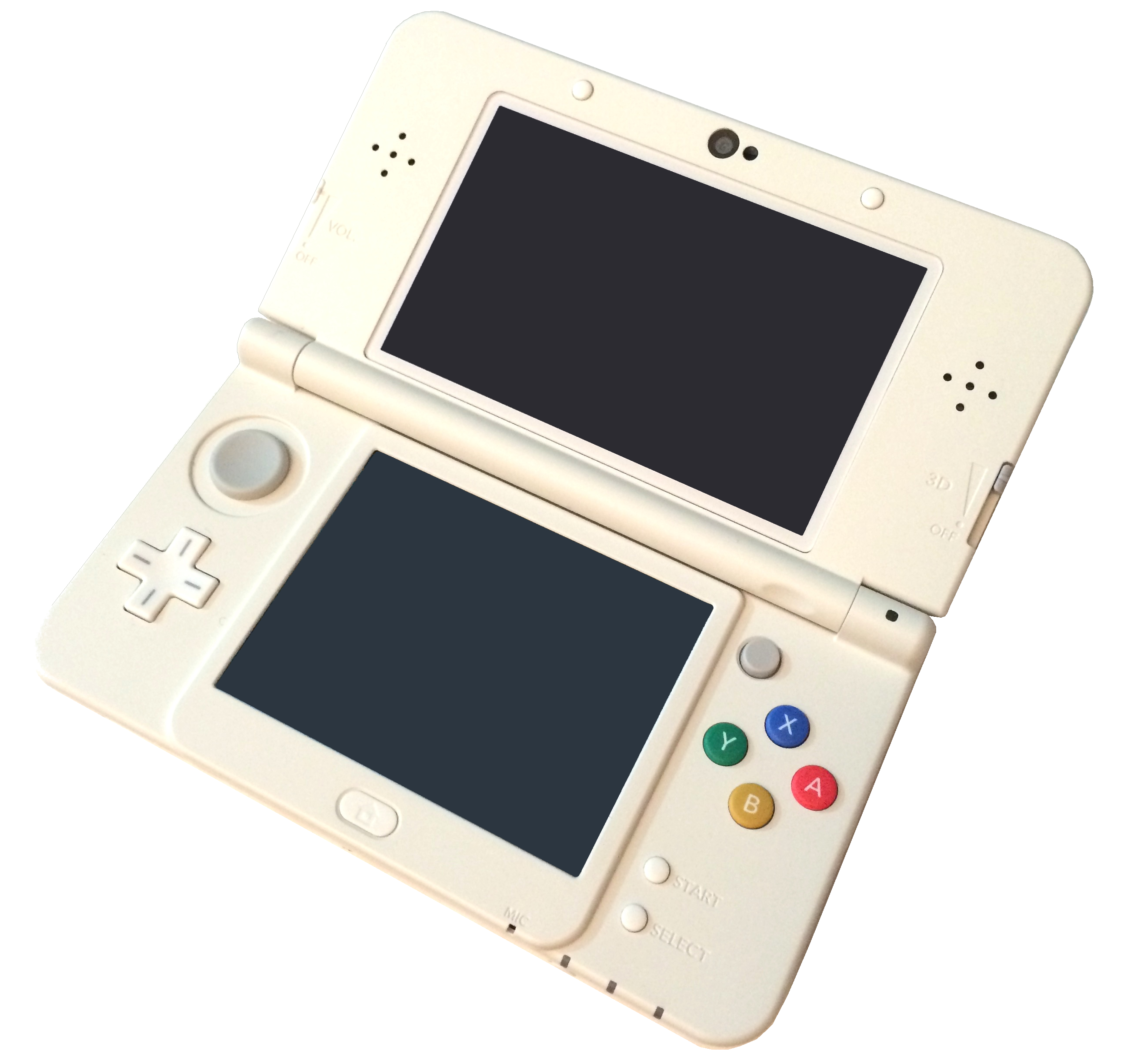
New Nintendo 3DS.

O New Nintendo 3DS é um novo modelo do Nintendo 3DS que a Nintendo lançou em 2015. Apesar de parecer basicamente o mesmo videogame, ele traz muitas diferenças e melhorias. Tem retrocompatibilidade com todos os jogos do Nintendo 3DS anterior, além de jogos exclusivos para ele devido ao novo processador mais rápido e poderoso. Assim como o 3DS original, o New Nintendo 3DS está disponível em um modelo comum e um XL, com telas maiores (Sendo o modelo menor não disponível nas Américas).